# Hunsel
Hunsel este o localitate în sud-estul Țărilor de Jos, în comuna Leudal din provincia Limburg, Țările de Jos. Până în 2007 localitatea era o comună separată ce includea și localitățile Ell, Haler, Ittervoort și Neeritter.